# Eloisa Cianni
Eloisa Cianni (nacida el 21 de junio de 1932) es una antigua actriz, modelo y ganadora de concursos de belleza italiana.
Ciani nació en Roma como Aloisa Stukin, con el apellido de su padre adoptivo polaco Stanislaus Stukin, quién se había casado su madre Ida Furnace.
En 1952, ganó el concurso de belleza Miss Italia, y un año más tarde fue elegida Miss Europa.
Posteriormente, empezó una carrera como modelo y actriz, debutando en la película cómica de 1953 de Gianni Franciolini Villa Borghese. Participó en al menos 15 películas a través de su carrera.